# Schönwalde-Siedlung
Schönwalde-Siedlung ist ein Ortsteil der Gemeinde Schönwalde-Glien im Landkreis Havelland in Brandenburg. Mit 5707 Einwohnern ist er der bevölkerungsreichste Ortsteil und Sitz der Gemeindeverwaltung. Er liegt direkt an der Stadtgrenze zu Berlin und am Havelkanal sowie dem Nieder Neuendorfer Kanal.

## Geschichte

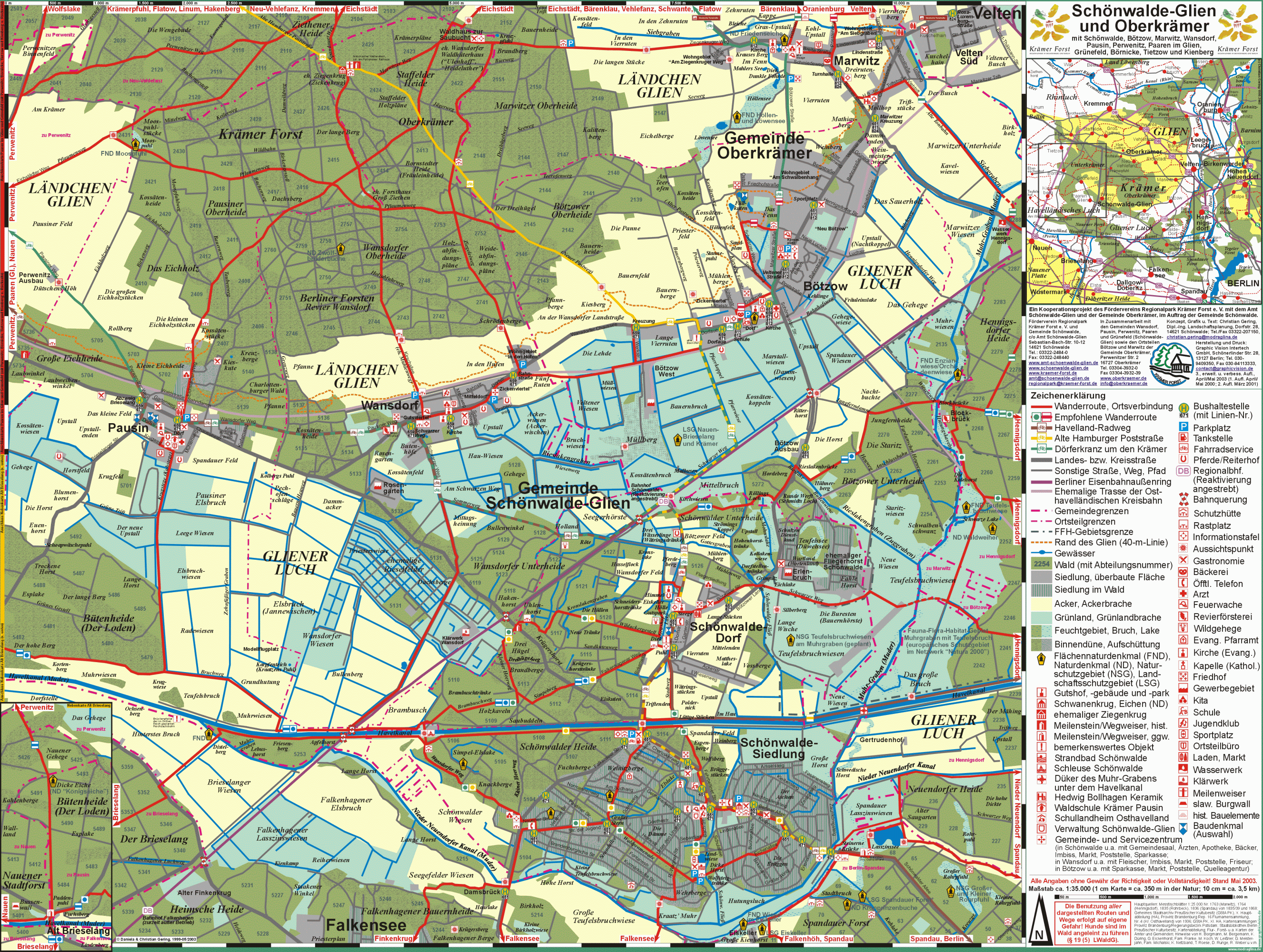
Karte, Schönwalde-Siedlung unten rechts

Das Gebiet des heutigen Ortes war ursprünglich ein großes Waldgebiet, das zum Rittergut Schönwalde gehörte. Es wurde von der Poststraße von Berlin nach Hamburg durchzogen und hatte eine Pferdestation. Das Gebäude von 1784 ist bis heute erhalten. 
Um 1900 wurden weitere Grundstücke in der Nähe der Steinernen Brücke angelegt. 1932 verkaufte der damalige Rittergutsbesitzer Reinhard von Risselmann einen Teil des Waldgeländes an einen Immobilienmakler aus Berlin-Westend. Dieser parzellierte und verkaufte es. Viele Arbeiter aus der Umgebung bebauten dort eigene Grundstücke. Die Siedlung wurde noch 1932 als Seebad Schönwalde selbstständig. 1933 wurde ein kleiner See auf etwa 2,50 Meter vertieft und mit einem Sprungturm in der Mitte bei vier Metern Tiefe versehen. 1934 wurde das Strandbad eröffnet. Bereits nach wenigen Jahren waren etwa 1500 Einwohner in der Siedlung.
Seit 1949 lag der Ort an der Staatsgrenze zu West-Berlin und hatte Unterkünfte für Grenzsoldaten. Bei Fluchtversuchen starben einige Personen.
Seit 1992 gehörte Schönwalde-Siedlung als Ortsteil der Gemeinde Schönwalde dem Amt Schönwalde-Glien an. Am 26. Oktober 2003 wurde Schönwalde mit fünf weiteren Gemeinden zu der neuen Gemeinde Schönwalde-Glien fusioniert, seitdem sind Schönwalde-Dorf und Schönwalde-Siedlung eigenständige Ortsteile. Es entstanden zahlreiche neue Wohngebäude und ein Einkaufs- und Versorgungszentrum im Ort.

## Verkehr
Schönwalde-Siedlung ist über mehrere Landstraßen, darunter die L 16 und die L 20 an umliegende Ortschaften angebunden. Die L 20 ermöglicht den Zugang zu nördlicheren Ortsteilen von Schönwalde-Glien, bietet aber auch eine Verbindung nach Falkensee an. Die L 16 bindet kleinere Ortschaften, wie Wansdorf oder Pausin an. Über die Berliner Allee (später: Schönwalder Allee) besteht eine Direktverbindung mit Berlin.
Insgesamt gibt es zwei Buslinien. Die Buslinie 651 bindet Falkensee an und verläuft bis zum Regionalbahnhof Falkensee. Eine Direktverbindung nach Berlin wird durch die Buslinie 671 umgesetzt; sie bindet den Bahnhof Spandau an, wo in die Berliner S-Bahn, U-Bahn sowie in den Regional- und Fernverkehr umgestiegen werden kann. Beide Buslinien bedienen die weiteren Ortsteile von Schönwalde-Glien.
An der Zufahrt Falkensee besteht zusätzlich eine Anschlussstelle zur Bundesautobahn 10. Sie ist knapp 15 Minuten von Schönwalde-Siedlung entfernt.

## Sehenswürdigkeiten und Kultur
- Gasthaus „Schwanenkrug“, ehemalige Pferdestation von 1784 an der Hamburger Poststraße
- Hirschkopfeiche[4][5][6] und weitere, mächtige Alteichen beim „Schwanenkrug“[7]
- Strandbad mit Restaurant
- Schleuse Schönwalde im Havelkanal
- Denkmal und Denkstelle für die Opfer der Staatsgrenze an der Steinernen Brücke
- Gedenksteine für die Opfer des Faschismus auf dem Friedhof